# Campeonato 2017 (Liga Totorense)
El Campeonato de Primera División del 2022 de la Liga Regional Totorense de Fútbol consagró como campeón al Sportivo Rivadavia de la Ciudad de San Genaro.